# Чаплин, Джозефина
Джозефина Ханна Чаплин (англ. Josephine Hannah Chaplin; 28 марта 1949, Санта-Моника — 13 июля 2023, Париж) — американская актриса
, дочь режиссёра Чарли Чаплина и его четвёртой жены Уны О’Нил.
Была менее известной в мире кино, чем её сестра Джеральдина. Тем не менее сыграла главную роль в «Кентерберийских рассказах» Пьера Паоло Пазолини (1972) — Мэй, неверную жену пожилого сэра Януария.

## Личная жизнь
У Джозефины был сын Жюльен Роне от французского актёра Мориса Роне, с которым она прожила до его смерти в 1983 году.
Была замужем за греческим торговцем мехами Николасом Систоварисом; у пары родился ребёнок, Чарли.
Позднее, в 1989 году, вышла замуж за археолога Жан-Клода Гардена, пионера применения компьютерных методов в археологии, от которого родила сына Артура. Они оставались женатыми до смерти Гардина в 2013 году.
Умерла 13 июля 2023 года в Париже в возрасте 74 лет.

## Фильмография
- 1952 — «Огни рампы»[11] — ребёнок во вступительной сцене (в титрах)
- 1967 — «Графиня из Гонконга»[12] — девочка
- 1972 — «Кентерберийские рассказы»[13][14] — Мэй, жена сэра Януария
- 1972 — «Побег к солнцу»[15][16][17] — Нора Каплан
- 1972 — L’Odeur des fauves[18][19]
- 1974 — «Четыре мушкетёра»[20] — Констанция Бонасье
- 1974 — «Четверо против кардинала» — Констанция Бонасье
- 1974 — «Красные ночи»[21][22][23] — Мартина Ледук
- 1976 — «Доктор Франсуаза Гайан»[24][25][26] — Елена Варес
- 1976 — «Вершины Зеленгоры» (серб. Врхови Зеленгоре)[27] — Милена
- 1976 — «Джек-Потрошитель»[28][29] — Синтия
- 1976 — «В тени лета»
- 1984 — «Мальчик с залива»[30][31] — Мария Шессон
- 1985 — «Цыплёнок под уксусом»[32][33] — Дельфин Морассо
- 1986 — «Совпадения»[34] — Мишель
- 1994 — «Городская жара»[35][36] — Мария

## Телевидение
- 1975 — «Человек без лица»[37][38][39]
- 1977 — «Годы иллюзий»
- 1979 — «Странные истории»[40] — Анна Тессье
- 1981 — «Экстраординарные истории»[41][42] — Ровена Треваньон
- 1985 — «Донасьен-Франсуа, маркиз де Сад» — маркиза де Сад
- 1986 — «Симфония» — Николь
- 1987 — «Расследования комиссара Мегрэ»[43]
- 1988 — «Хемингуэй»[44] — Хедли Ричардсон
- 1989 — «Маска»